# F91 Dudelange
El F91 Dudelange es un club de fútbol de Luxemburgo de la ciudad de Dudelange. Fue fundado en 1991 y se desempeña en la División Nacional de Luxemburgo.

## Historia
Fue creado en 1991 tras la fusión de los clubes Alliance Dudelange, Stade Dudelange y US Dudelange. Los tres clubes ya habían ganado la División Nacional de Luxemburgo y la Copa de Luxemburgo anteriormente, pero las dificultades económicas casi llevaban a esos clubes a la desaparición, por lo que con la fusión se buscaba obtener una mayor estabilidad, tanto en el ámbito deportivo como financiero.
Cuando ocurrió la fusión, el Stade y el US Dudelange estaban en la Tercera División (llamada en el sistema luxemburgués Primera División), mientras que el Alliance luchaba por mantenerse en Segunda División (División de Honor). En ese escenario el nuevo club tomó la plaza del Alliance en Segunda para la temporada 1991/92.
El F91 ascendió en su primera temporada y pronto se convirtió en uno de los equipos más poderosos de Luxemburgo, siendo prueba de ello el hecho de que no finalizó fuera de la mitad de la tabla hasta la temporada 1995/96. Cerca del fin de la década de los '90, el F91 mejoró notablemente su rendimiento y acabó con la era de dominio del Jeunesse Esch al ganar la liga por 11 puntos de diferencia.
En la temporada 2004/05 el Dudelange gana nuevamente el título y disputa la primera ronda clasificatoria de la Liga de Campeones de la UEFA. En esa competición, el club se convirtió en el primer equipo de Luxemburgo en pasar la primera ronda clasificatoria tras obtener una notable victoria frente al NK Zrinjski. De todas maneras, el Dudelange fue derrotado fácilmente ante el SK Rapid Wien austríaco.
En la temporada 2005/06, el equipo ganó el primer doblete de liga y copa en su historia, lo cual se repetiría en la temporada siguiente. En la temporada 2007/08 el F91 ganó su cuarto título de liga consecutivo.
En el 2012 jugando la segunda ronda previa de la liga de campeones derrotó al SV Salzburg 4-4 en el global ganó por regla del gol de visitante
Hasta el día de hoy es el único club de Luxemburgo en haber clasificado hasta la tercera ronda de la UEFA Champions League habiendo derrotado en la primera fase al SP Tre Penne de San Marino por un global de 11 - 0, perdiendo en la tercera fase contra el NK Maribor de Eslovenia por un global de 5 contra 1, por lo que el F91 Dudelange tuvo la oportunidad de jugar los play-off de la UEFA Europa League en los que caería contra el Hapoel Tel Aviv de Israel por un global de 7 a 1.
El 30 de agosto de 2018 fue, literalmente, el mejor día en la historia del club: en una noche inolvidable derrotó como visitante al CFR Cluj por 3 a 2, y con un marcador global 5-2, se convirtió en el primer equipo en la historia de Luxemburgo en clasificar a la fase de grupos de la UEFA Europa League, donde se enfrentó al histórico AC Milan, al Real Betis y al griego Olympiacos (El Pireo). En dicha liguilla consiguió también el hito de conseguir un punto ante el Betis.
En la temporada 2019-20 alcanza nuevamente la fase de grupos de la UEFA Europa League, en la cual consiguieron su primer triunfo en la fase de grupos venciendo 4-3 al APOEL FC de Chipre en condición de visitante.

## Uniforme
- Uniforme titular: Camiseta celeste con franja diagonal negra, pantalón negro, medias negras.
- Uniforme alternativo: Camiseta amarilla, pantalón rojo, medias rojas.

## Estadio
El equipo juega sus partidos de local en el Stade Jos Nosbaum, que tiene capacidad para 4.650 espectadores. 
Hasta 1991, año en que se fusionaron los equipos para crear el F91, el estadio era usado por el US Dudelange.

## Datos del club
- Temporadas en Primera División:17
- Temporadas en Segunda División:1

## Jugadores

### Jugadores destacados
| - Luciano Crapa - Juninho - Olivier Ntamé - Evariste Kabongo Kalonji - Olivier Claude Baudry - Alexandre Lecomte - Grégory Molnar - Stéphane Martine | - Roger Lutz - Soriba Camara - Pasquale Antonicelli - Ronny Bodri - Joris Di Gregorio - Benoît Lang - Alphonse Leweck - Zarko Lukic | - Alen Milak - Claude Molitor - Marc Oberweis - Ben Polidori - Jonathan Proietti - Jorge Carlos Micael da Silva - Milan Biševac - Nasreddine Hammami |

## Entrenadores
- Philippe Guérard (julio de 1994-septiembre de 1994)
- Benny Reiter (julio de 1996-diciembre de 1997)
- Angelo Fiorucci (julio de 1998-junio de 2000)
- Carlo Weis (julio de 2000-septiembre de 2003)
- Roger Lutz (octubre de 2003-junio de 2004)
- Michel Leflochmoan (julio de 2004-junio de 2009)[2]
- Marc Grosjean (julio de 2009-junio de 2011)[3][4]
- Claude Origer (interino) (agosto de 2009-diciembre de 2009)
- Dan Theis (junio de 2011-octubre de 2011)[5][6]
- Ralph Stange (interino) (octubre de 2011-noviembre de 2011)[6]
- Didier Philippe (octubre de 2011-noviembre de 2012)[7]
- Patrick Hesse (mayo de 2012-2013)[8]
- Pascal Carzaniga (mayo de 2013-mayo de 2014)[9]
- Sébastien Grandjean (julio de 2014-junio de 2015)[10]
- Michel Leflochmoan (julio de 2015-junio de 2016)[11]
- Dino Toppmöller (junio de 2016-mayo de 2019)[12][13]
- Emilio Ferrera (2019-septiembre de 2019)
- Bertrand Crasson (septiembre de 2019-mayo de 2020)
- Carlos Fangueiro (julio de 2020-junio de 2023)
- Jamath Shoffner (julio de 2023-abril de 2024)
- Marco Martino (mayo de 2024-hoy)

## Participación en competiciones de la UEFA
| Temporada | Torneo                        | Ronda            | Club                    | Casa  | Visita       | Global         |
| --------- | ----------------------------- | ---------------- | ----------------------- | ----- | ------------ | -------------- |
| 1993–94   | Recopa UEFA                   | Clasificatoria   | Maccabi Haifa F.C.      | 0 – 1 | 1 – 6        | 1 – 7          |
| 1994–95   | Recopa UEFA                   | Clasificatoria   | Ferencvárosi TC         | 1 – 6 | 1 – 6        | 2 – 12         |
| 1999–2000 | Copa UEFA                     | Clasificatoria   | Hajduk Split            | 1 – 1 | 0 – 5        | 1 – 6          |
| 2000–01   | UEFA Champions League         | Clasificatoria 1 | PFC Levski Sofia        | 0 – 4 | 0 – 2        | 0 – 6          |
| 2001–02   | UEFA Champions League         | Clasificatoria 1 | Skonto FC               | 1 – 6 | 1 – 0        | 2 – 6          |
| 2002–03   | UEFA Champions League         | Clasificatoria 1 | FK Vardar               | 1 – 1 | 0 – 3        | 1 – 4          |
| 2003–04   | Copa UEFA                     | Clasificatoria 1 | Artmedia Petrzalka      | 0 – 1 | 0 – 1        | 0 – 2          |
| 2004–05   | Copa UEFA                     | Clasificatoria 1 | FK Ekranas              | 1 – 2 | 0 – 1        | 1 – 3          |
| 2005–06   | UEFA Champions League         | Clasificatoria 1 | HŠK Zrinjski Mostar     | 0 – 1 | 4 – 0 (t.e.) | 4 – 1          |
| 2005–06   | UEFA Champions League         | Clasificatoria 2 | Rapid Viena             | 1 – 6 | 2 – 3        | 3 – 9          |
| 2006–07   | UEFA Champions League         | Clasificatoria 1 | FK Rabotnički           | 0 – 1 | 0 – 0        | 0 – 1          |
| 2007–08   | UEFA Champions League         | Clasificatoria 1 | MŠK Žilina              | 1 – 2 | 4 – 5        | 5 – 7          |
| 2008–09   | UEFA Champions League         | Clasificatoria 1 | NK Domžale              | 0 – 1 | 0 – 2        | 0 – 3          |
| 2009–10   | UEFA Champions League         | Clasificatoria 2 | FK Ventspils            | 1 – 3 | 0 – 3        | 1 – 6          |
| 2010–11   | UEFA Europa League            | Clasificatoria 1 | Randers FC              | 2 – 1 | 1 – 6        | 3 – 7          |
| 2011–12   | UEFA Champions League         | Clasificatoria 1 | FC Santa Coloma         | 2 – 0 | 2 – 0        | 4 – 0          |
| 2011–12   | UEFA Champions League         | Clasificatoria 2 | NK Maribor              | 1 – 3 | 0 – 2        | 1 – 5          |
| 2012–13   | UEFA Champions League         | Clasificatoria 1 | SP Tre Penne            | 7 – 0 | 4 – 0        | 11 – 0         |
| 2012–13   | UEFA Champions League         | Clasificatoria 2 | FC Red Bull Salzburg    | 1 – 0 | 3 – 4        | 4 – 4 (a)      |
| 2012–13   | UEFA Champions League         | Clasificatoria 3 | NK Maribor              | 0 – 1 | 1 – 4        | 1 – 5          |
| 2012–13   | UEFA Europa League            | Play-off         | Hapoel Tel Aviv F.C.    | 1 – 3 | 0 – 4        | 1 – 7          |
| 2013–14   | UEFA Europa League            | Clasificatoria 1 | Milsami Orhei           | 0 – 0 | 0 – 1        | 0 – 1          |
| 2014–15   | UEFA Champions League         | Clasificatoria 2 | Ludogorets              | 0 – 4 | 1 – 1        | 1 – 5          |
| 2015–16   | UEFA Europa League            | Clasificatoria 1 | UCD                     | 2 – 1 | 0 – 1        | 2 – 2 (a)      |
| 2016-17   | UEFA Champions League         | Clasificatoria 2 | Qarabag                 | 1 – 1 | 0 – 2        | 1 – 3          |
| 2017-18   | UEFA Champions League         | Clasificatoria 2 | APOEL                   | 0 – 1 | 0 – 1        | 0 – 2          |
| 2018-19   | UEFA Champions League         | Clasificatoria 1 | Videoton                | 1 – 1 | 1 – 2        | 2 – 3          |
| 2018-19   | UEFA Europa League            | Clasificatoria 2 | Drita                   | 2 – 1 | 1 – 1        | 3 – 2          |
| 2018-19   | UEFA Europa League            | Clasificatoria 3 | Legia de Varsovia       | 2 – 1 | 2 – 2        | 4 – 3          |
| 2018-19   | UEFA Europa League            | Play-off         | CFR Cluj                | 2 – 0 | 3 – 2        | 5 – 2          |
| 2018-19   | UEFA Europa League            | Grupo F          | Milan                   | 0 – 1 | 2 – 5        | 4° lugar       |
| 2018-19   | UEFA Europa League            | Grupo F          | Real Betis              | 0 – 0 | 0 – 3        | 4° lugar       |
| 2018-19   | UEFA Europa League            | Grupo F          | Olympiacos              | 0 – 2 | 1 – 5        | 4° lugar       |
| 2019-20   | UEFA Champions League         | Clasificatoria 1 | Valleta                 | 2 – 2 | 1 – 1        | 3 – 3 (v)      |
| 2019-20   | UEFA Europa League            | Clasificatoria 2 | Shkëndija               | 1 – 1 | 2 – 1        | 3 – 2          |
| 2019-20   | UEFA Europa League            | Clasificatoria 3 | Nõmme Kalju             | 3 – 1 | 1 – 0        | 4 – 1          |
| 2019-20   | UEFA Europa League            | Play-off         | Ararat-Armenia          | 2 – 1 | 1 – 2        | 3 – 3 (5:4 p.) |
| 2019-20   | UEFA Europa League            | Grupo A          | APOEL                   | 0 – 2 | 4 – 3        | 4° lugar       |
| 2019-20   | UEFA Europa League            | Grupo A          | Qarabağ                 | 1 – 4 | 1 – 1        | 4° lugar       |
| 2019-20   | UEFA Europa League            | Grupo A          | Sevilla                 | 2 – 5 | 0 – 3        | 4° lugar       |
| 2021-22   | UEFA Europa Conference League | Clasificatoria 2 | Bohemian                | 0 – 1 | 0 – 3        | 0 – 4          |
| 2022–23   | UEFA Champions League         | Clasificatoria 1 | Tirana                  | 1–0   | 2−1          | 3–1            |
| 2022–23   | UEFA Champions League         | Clasificatoria 2 | Pyunik                  | 1−4   | 1–0          | 2–4            |
| 2022–23   | UEFA Europa League            | Clasificatoria 3 | Malmö FF                | 2–2   | 0−3          | 2–5            |
| 2022–23   | UEFA Europa Conference League | Playoff          | Lech Poznań             | 1–1   | 0–2          | 1–3            |
| 2023-24   | UEFA Europa Conference League | Clasificatoria 1 | St Patrick's Athletic   | 2-1   | 3-2          | 5-3            |
| 2023-24   | UEFA Europa Conference League | Clasificatoria 2 | Gżira United            | 2-1   | 0-2          | 2–3            |
| 2024-25   | UEFA Europa Conference League | Clasificatoria 1 | Atlètic Club d'Escaldes | 2-0   | 1-0          | 3-0            |
| 2024-25   | UEFA Europa Conference League | Clasificatoria 2 | Häcken                  | 2-6   | 1-6          | 3–12           |
| 2025–26   | UEFA Conference League        | Clasificatoria 1 | Atlètic Club d'Escaldes | 2−3   | 0−2          | 2–5            |

### Récord europeo
| Torneo                        | J  | G  | E  | P  | GF | GC  |
| ----------------------------- | -- | -- | -- | -- | -- | --- |
| UEFA Champions League         | 42 | 10 | 7  | 25 | 49 | 78  |
| UEFA Cup / UEFA Europa League | 30 | 8  | 6  | 16 | 30 | 57  |
| UEFA Cup Winners' Cup         | 4  | 0  | 0  | 4  | 3  | 19  |
| UEFA Europa Conference League | 12 | 4  | 1  | 9  | 16 | 32  |
| TOTAL                         | 91 | 22 | 14 | 54 | 95 | 184 |

## Palmarés

### Torneos nacionales
- División Nacional de Luxemburgo (16): 1999-00, 2000-01, 2001-02, 2004-05, 2005-06, 2006-07, 2007-08, 2008-09, 2010-11, 2011-12, 2013-14, 2015-16, 2016-17, 2017-18, 2018-19, 2021-22.
- Copa de Luxemburgo (8): 2003-04, 2005-06, 2006-07, 2008-09, 2011-12, 2015-16, 2016-17, 2018-19.
- Segunda División (1): 1991-92.

#### Como Alliance Dudelange
- Copa de Luxemburgo (2): 1960-61, 1961-62

#### Como Stade Dudelange
- División Nacional de Luxemburgo (7): 1938-39, 1939-40, 1944-45, 1945-46, 1946-47, 1947-48, 1949-50, 1954-55, 1956-57, 1964-65
- Copa de Luxemburgo (4): 1937-38, 1947-48, 1948-49, 1955-56

#### Como US Dudelange
- Copa de Luxemburgo (1): 1938-39